# FS E.432
Die Baureihe E.432 ist eine Elektrolokomotive der italienischen Ferrovie dello Stato mit der Achsfolge 1'D1' für den Betrieb mit Drehstrom. Von dieser Lokomotive wurden 1928 40 Exemplare gebaut, und sie war auf dem oberitalienischen Drehstromnetz besonders im Schnellzugdienst eingesetzt.

## Geschichte
Die Lokomotiven waren die modernsten und stärksten Lokomotiven aus dem oberitalienischen Drehstromnetz. Sie wurden 1928 bei Breda in 40 Exemplaren hergestellt. Entwickelt wurden sie aus den 37 Lokomotiven der Reihe FS E.431 und wurden zur Beförderung schwerer Schnellzüge beschafft. Durch die vier Kuppelachsen konnte die Leistung auch besser auf die Schienen gebracht werden, die Leistung war in der Geschwindigkeitsstufe um 50 km/h auch besser als bei der Vorgängervariante.
Die Lokomotiven waren praktisch in dem gesamten oberitalienischen Drehstromnetz zu finden und in Bologna, Bolzano, Turin und Genua beheimatet. Nach dem Zweiten Weltkrieg schränkte sich ihr Einsatzgebiet auf die Depots Savona und Cuneo ein, und von 1974 waren sie nur noch in Alessandria stationiert. Die Lokomotiven blieben bis zum Ende des Drehstrombetriebes um 1976 erhalten. Von den Lokomotiven ist die E.432.001 erhalten geblieben. Diese befindet sich in dem Nationalen Eisenbahnmuseum Pietrarsa. Auch die E.432.031 ist in dem Eisenbahnmuseum Savigliano der Nachwelt erhalten geblieben.

## Technische Merkmale
Die Baureihe E.432 wies relativ große, mittels Gelenkantrieb nach Bianchi gekuppelte Treibräder mit 1.630 mm Durchmesser auf. Gegenüber den anderen Drehstromlokomotiven des oberitalienischen Drehstromnetz besaßen die Lokomotiven keine Stangenstromabnehmer, sondern zum ersten Mal Scherenstromabnehmer.
Der frequenzabhängige Drehstrom-Antrieb und die fest vorgegebene Speisefrequenz ließen keine feinstufige Regelung der Motordrehzahl zu. Die Fahrgeschwindigkeit wurde mit vier Umschaltstufen der zwölfpoligen Motorspulenwicklungen gewählt, wobei sich nach der Anfahr- bzw. den Übergangsphasen eine Leerlauf-Endgeschwindigkeit von 37,5; 50; 75 oder 100 km/h erreichen ließ. Dabei wurde die unterste Geschwindigkeitsstufe in Reihenschaltung, die folgenden in Parallelschaltung durch die Kombination mit zwölf, acht und sechs Polen erzielt.
Der von der Fahrleitung übernommene Drehstrom wurde mit dem optimalen Leistungsfaktor den Fahrmotoren zum Antrieb übergeben. Zwischen den vier Fahrstufen diente der Flüssigkeitsanlasser als sogenannter Beschleuniger zwischen den Dauerfahrstufen. Dieses Aggregat arbeitete als Flüssigkeitswiderstand, der eine gleichmäßige Beschleunigung beim Anfahren und beim Wechseln auf eine höhere Geschwindigkeitsstufe ermöglichte. Gegenüber den vorherigen Drehstromloks besaß die E 432 keine Flüssigkeitswiderstände mit gesondert zirkulierenden Frischwasser, sondern die Sodalösung verdampfte direkt. Durch einen aufgesetzten Kamin verdampfte die Lösung und konnte mit drehbaren Windleitblechen zirkuliert werden.
Eine Lokomotive der Gattung, die E.432.030 wurde mit einer Einrichtung für die Doppeltraktion ausgerüstet, meist im Zusammenhang mit Lokomotiven der Gattung FS E.431. Die Steuerung funktionierte damals noch nicht reibungslos, sondern konnte nur, auch bei Lokomotiven gleicher Gattung, nur bei Fahrzeugen mit gleichem Treibraddurchmesser verwendet werden. Deshalb musste bei Hauptuntersuchungen der Durchmesser der Treibräder angeschrieben werden, damit der Betriebsdienst sah, welche Lokomotiven für die Doppeltraktion verwendet werden konnten.

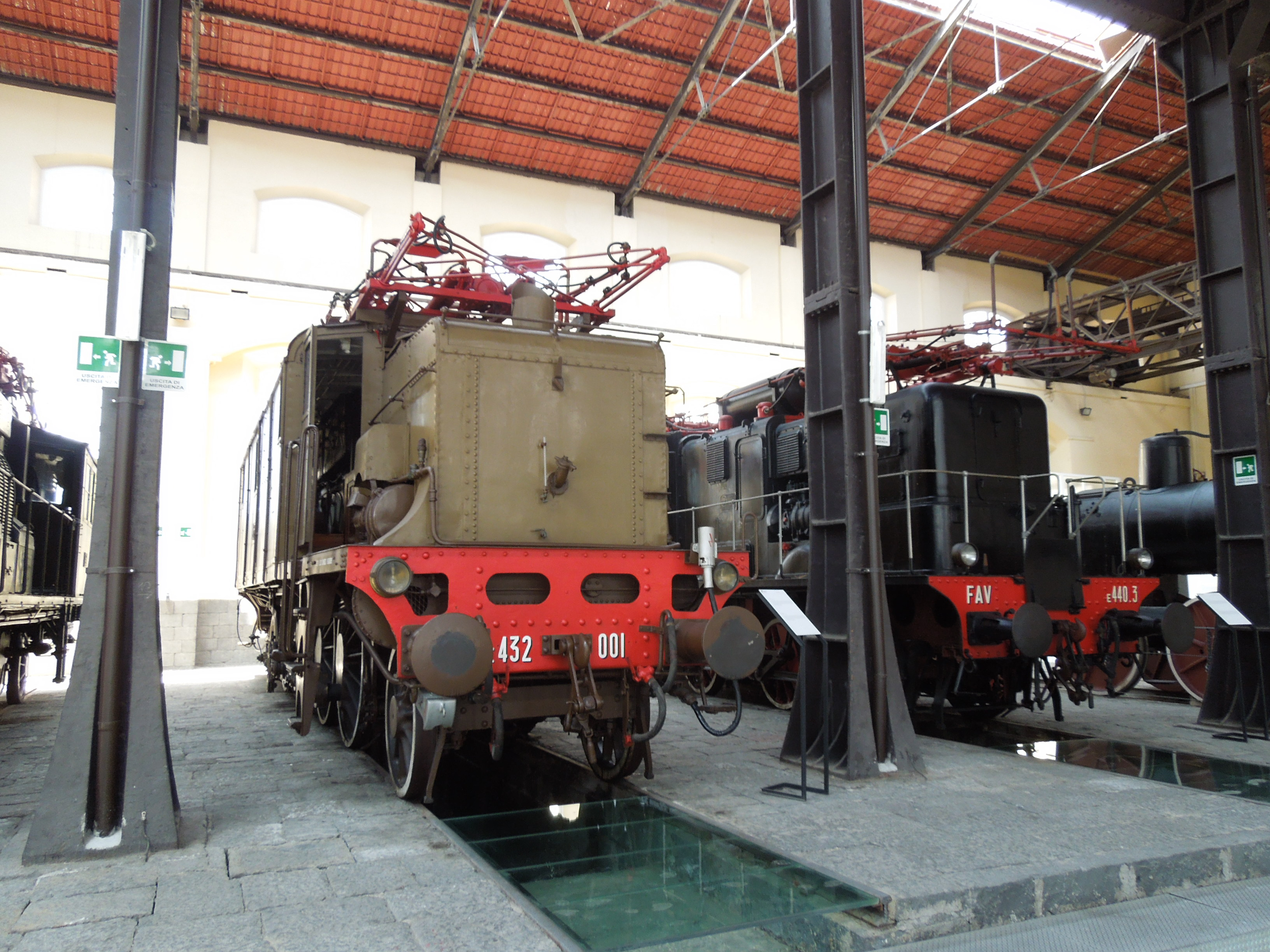
Foto von der erhaltenen E.432.001 im Nationalen Eisenbahnmuseum Pietrarsa

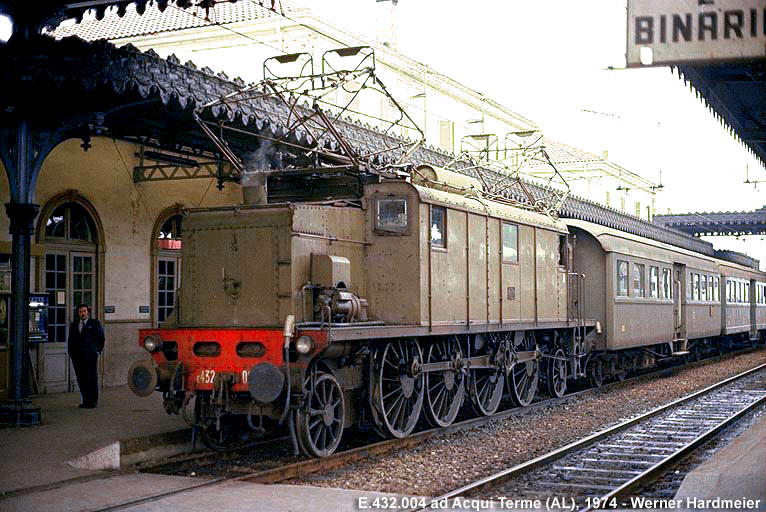
Foto von der erhaltenen E.432.004 im Acqui Terme